# Konvoluce

Konvoluce dvou signálů: obdélníkového pulsu a impulsní charakteristika RC článku. Výsledkem konvoluce je odezva RC článku na obdélníkový puls.

Konvoluce je v matematice binární operátor zpracovávající dvě funkce.
Spojitá konvoluce (značí se hvězdičkou) jednorozměrných funkcí {\displaystyle f(x)} a {\displaystyle g(x)} je definována vztahem:
{\displaystyle (f*g)(x)=\int _{-\infty }^{\infty }f(\alpha )g(x-\alpha )\,\mathrm {d} \alpha }
Funkci {\displaystyle g(x)} se říká konvoluční jádro. Hodnota konvoluce funkce {\displaystyle f} s jádrem {\displaystyle g} v bodě {\displaystyle x} je integrál ze součinu funkce {\displaystyle f} s otočenou funkcí konvolučního jádra (integrační proměnná {\displaystyle \alpha } má v argumentu konvolučního jádra {\displaystyle g(x-\alpha )} záporné znaménko) posunutou do bodu {\displaystyle x}.
Pokud jde o konvoluci při zpracovávání obrazu, je funkce {\displaystyle f(x)} většinou zkoumaný obrázek a funkce {\displaystyle g(x)} nějaký filtr.

## Vlastnosti konvoluce
Konvoluce má následující vlastnosti:
- komutativita:

{\displaystyle f*g=g*f}
- asociativita:

{\displaystyle f*(g*h)=(f*g)*h}
- distributivita:

{\displaystyle f*(g+h)=(f*g)+(f*h)}
- existence jednotky:

{\displaystyle f*\delta =\delta *f=f,}
kde {\displaystyle \delta } je Diracova delta funkce (distribuce) (představující např. pulz jednotkové velikosti trvající nekonečně krátkou dobu):
{\displaystyle \delta (x)={\begin{cases}0&x\neq 0\\\infty &x=0\end{cases}},\qquad \int _{-\infty }^{\infty }\delta (x)\,\mathrm {d} x=1}
- asociativita při násobení skalárem:

{\displaystyle a(f*g)=(af)*g=f*(ag)\quad \forall a\in \mathbb {R} }

### Konvoluční teorém
Konvoluční teorém říká, že Fourierova transformace konvoluce dvou funkcí odpovídá součinu jejich Fourierových transformací:
{\displaystyle {\mathcal {F}}(f*g)=\left[{\mathcal {F}}(f)\right]\cdot \left[{\mathcal {F}}(g)\right]=F\cdot G,}
kde {\displaystyle {\mathcal {F}}(f)} značí Fourierovu transformaci {\displaystyle f}:
{\displaystyle {\mathcal {F}}\left[f(x)\right]\equiv F(k)\equiv \int _{-\infty }^{\infty }f(x)\exp(-2\pi ikx)\,\mathrm {d} x.}
Důkaz lze provést následovně:
{\displaystyle h(z)\equiv (f*g)(z)=\int _{-\infty }^{\infty }f(x)g(z-x)\,\mathrm {d} x}
{\displaystyle {\begin{aligned}H(k)&\equiv {\mathcal {F}}[h](k)=\int _{-\infty }^{\infty }h(z)\exp(-2\pi ikz)\,\mathrm {d} z=\int _{-\infty }^{\infty }\left[\int _{-\infty }^{\infty }f(x)g(z-x)dx\right]\exp(-2\pi ikz)\,\mathrm {d} z\\&=\int _{-\infty }^{\infty }f(x)\left[\int _{-\infty }^{\infty }g(z-x)\exp(-2\pi ikz)\,\mathrm {d} z\right]\mathrm {d} x\end{aligned}}}
Zavedeme substituci {\displaystyle y=z-x} a tedy {\displaystyle \mathrm {d} y=\mathrm {d} z}:
{\displaystyle {\begin{aligned}H(k)&=\int _{-\infty }^{\infty }f(x)\left[\int _{-\infty }^{\infty }g(y)\exp(-2\pi ik(y+x))\,\mathrm {d} y\right]\mathrm {d} x\\&=\int _{-\infty }^{\infty }f(x)\exp(-2\pi ikx)\,\mathrm {d} x\cdot \int _{-\infty }^{\infty }g(y)\exp(-2\pi iky)\,\mathrm {d} y=F(k)\cdot G(k)\end{aligned}}}

## Diskrétní konvoluce
Diskrétní konvoluce dvou nekonečných řad je definována vztahem
{\displaystyle (f*g)_{k}\ {\stackrel {\mathrm {def} }{=}}\ \sum _{i=-\infty }^{\infty }f_{i}\cdot g_{k-i}=\sum _{i=-\infty }^{\infty }f_{k-i}\cdot g_{i}}
V případě dvou konečných řad se nesčítá od {\displaystyle -\infty } do {\displaystyle +\infty }, ale pouze přes existující prvky (případně si lze na pozici neexistujících prvků představit nuly). Výsledná řada je o jeden prvek kratší než je součet délek konvoluovaných řad.

### Příklad
Příklad konvoluce čtyřprvkové a tříprvkové řady:
```
(a, b, c, d) * (e, f, g) =
= (a*e) (a*f) (a*g)
        (b*e) (b*f) (b*g)
              (c*e) (c*f) (c*g) 
                    (d*e) (d*f) (d*g)
  -----------------------------------
  následuje sečtení pod sebou
```

Výsledek je stejný, jakoby se jednalo o součin dvou polynomů. Koeficienty násobených polynomů by představovaly dvě konvoluované řady, koeficienty součinu polynomů by odpovídaly výsledku konvoluce.
Příklad s konkrétními hodnotami:
```
(1, 2, -2, -1) * (1, -1, 2) =
= 1 -1  2
     2 -2  4
       -2  2 -4
          -1  1 -2
 ------------------
 (1, 1,-2, 5,-3,-2)
```

Alternativně můžeme konvoluci zapsat pomocí maticového násobení:
{\displaystyle {\begin{bmatrix}a&b&c&d\end{bmatrix}}*{\begin{bmatrix}e&f&g\end{bmatrix}}={\begin{bmatrix}a&b&c&d\end{bmatrix}}{\begin{bmatrix}e&f&g&0&0&0\\0&e&f&g&0&0\\0&0&e&f&g&0\\0&0&0&e&f&g\end{bmatrix}}}
Konkrétní hodnoty:
{\displaystyle {\begin{bmatrix}1&2&-2&-1\end{bmatrix}}*{\begin{bmatrix}1&-1&2\end{bmatrix}}={\begin{bmatrix}1&2&-2&-1\end{bmatrix}}{\begin{bmatrix}1&-1&2&0&0&0\\0&1&-1&2&0&0\\0&0&1&-1&2&0\\0&0&0&1&-1&2\end{bmatrix}}={\begin{bmatrix}1&1&-2&5&-3&-2\end{bmatrix}}}

## Využití v počítačové grafice

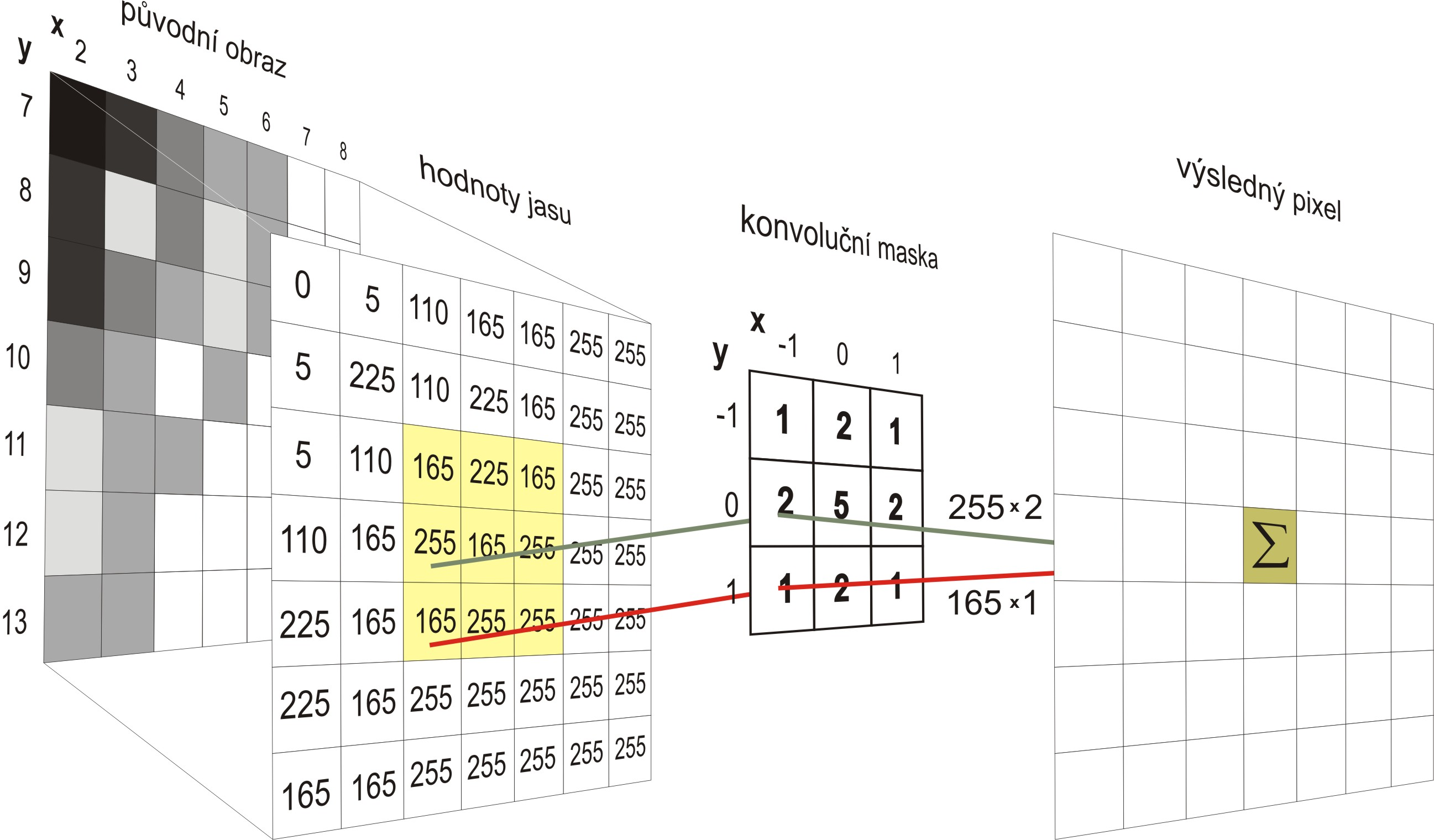
Diskrétní dvourozměrná konvoluce v počítačové grafice. Na původní obraz se aplikuje transformační matice (3×3). Zobrazený způsob představuje korelaci a ne konvoluci, což u středově symetrické transformační matice nemá vliv.

Konvoluce se často používá v algoritmech zpracování dvourozměrného diskrétního obrazu v počítačové grafice. Vzorec diskrétní konvoluce má potom tvar
{\displaystyle (f*h)(x,y)=\sum _{i=-k}^{k}\sum _{j=-k}^{k}f(x-i,y-j)\cdot h(i,j).}
V případě diskrétní konvoluce lze jádro chápat jako tabulku (konvoluční maska), kterou položíme na příslušné místo obrazu. Každý pixel překrytý tabulkou vynásobíme koeficientem v příslušné buňce a provedeme součet všech těchto hodnot. Tím dostaneme jeden nový pixel.
Například mějme konvoluční masku o rozměru 3×3 (bude překryto 9 pixelů) a všechny buňky mají koeficient 1/9. Nový pixel, který vypočteme po aplikaci na jedno místo v původním obraze, tedy bude průměrem z devíti okolních pixelů. Neudělali jsme totiž nic jiného, než že jsme sečetli hodnoty 9 pixelů a vydělili 9. Pokud aplikujeme konvoluci na celý obraz, pak dostaneme rozostřený obraz. Pokud použijeme větší konvoluční masku 5×5 s koeficienty 1/25, pak bude obraz rozostřen více.
Koeficienty uvnitř konvoluční masky udávají vliv hodnoty pixelu pod nimi. Lze tak nadefinovat velké množství operací, např. derivace obrazu (u diskrétního obrazu mluvíme o tzv. odhadu derivace), tedy zvýraznění hran (viz detekce hran).